# David Mowbray Balme
David Mowbray Balme (Carlisle, Gran Bretaña; 8 de septiembre de 1912 — 23 de febrero de 1989) fue un clasicista británico, y uno de los mayores especialistas en los tratados biológicos de Aristóteles. La mayoría de sus obras aparecen firmadas como David M. Balme.

## Formación
David Balme se crio en China, donde su padre era profesor. Estudió en Marlborough y se doctoró en el Clare College, Cambridge, donde obtuvo "First-class honours" en las dos partes del "Classical Tripos" en 1934. Hizo estudios de doctorado en la Universidad de Halle. Fue discípulo de F.M. Cornford y Julius Stenzel. Se licenció en la Universidad de Cambridge en 1936. Fue Professor Emeritus of Classics por el Queen Mary College, Universidad de Londres. Fue el primer rector del University College of the Gold Coast (1948-1957) que luego se convertiría en la Universidad de Ghana. La biblioteca universitaria de la Universidad fue llamada en su  honor The Balme Library.

## Publicaciones

### Monografías
- Balme, D. M. 1991 Aristotle, History of Animals, Books VII-X Cambridge, Mass.: Loeb Classical Library (preparado para su publicación por A. Gotthelf)
- Balme, D. M. 1992 Aristotle's De Partibus Animalium I and De Generatione Animalium I (with passages from II.3), rev. ed. Clarendon Aristotle Series. Oxford (orig. 1972).
- Balme, D. M. 2002 Aristotle, Historia Animalium, vol. I: Text - Books I-X Cambridge: Cambridge University Press (preparado para su publicación por A. Gotthelf)

### Artículos
- Balme, D. M. 1961 "Aristotle's Use of Differentiae in Zoology", en Aristotle et les problèmes de méthode, ed. S. Mansion. Louvain, 195‐212.
- Balme, D. M. 1962a. "ΓΕΝΟΣ and ΕΙΔΟΣ in Aristotle's Biology", Classical Quarterly 12, 81‐98.
- Balme, D. M. 1962b. "Development of Biology in Aristotle and Theophrastus: Theory of Spontaneous Generation", Phronesis 7, 91‐104.
- Balme, D. M. 1965. "Aristotle's Use of the Teleological Explanation", Inaugural Lecture, London, Queen Mary College, University of London.
- Balme, D. M. 1970. "Aristotle: PA I, 2‐3: Argument and Text", Proceedings of the Cambridge Philological Society n.s. 16, 12‐21.
- Balme, D. M. 1975. "Aristotle's Use of Differentiae in Zoology", en Barnes, Schofield, and Sorabji (eds.) Articles on Aristotle: 1, 183‐93
- Balme, D. M. 1980. "Aristotle's Biology was not Essentialist", Archiv für Geschichte der Philosophie 62, 1‐20; repr. con añadidos como Balme 1987d.
- Balme, D. M. 1984. "The Snub", Ancient Philosophy 4, 1‐8; repr. como apéndice a Balme 1987d.
- Balme, D. M. 1985. "Historia Animalium Book Ten", en Wiesner (ed.) Aristoteles: Werk und Wirkung. Paul Moraux gewidmet, 191‐206.
- Balme, D. M. 1987a. "The Place of Biology in Aristotle's Philosophy", en Gotthelf y Lennox (eds) Philosophical Issues in Aristotle's Biology Cambridge, pp. 9‐20.
- Balme, D. M. 1987b. "Aristotle's Use of Division and Differentiae", en Gotthelf and Lennox (eds.) Philosophical Issues in Aristotle's Biology Cambridge, pp. 69‐89; repr., con añadidos de Balme 1961 y Balme 1975.
- Balme, D. M. 1987c. "Teleology and Necessity", en Gotthelf and Lennox (eds.) Philosophical Issues in Aristotle's Biology Cambridge, pp. 275‐86.
- Balme, D. M. 1987d. "Aristotle's Biology Was Not Essentialist", en Gotthelf and Lennox (eds.) Philosophical Issues in Aristotle's Biology Cambridge,  291‐312 (orig. in Archiv für Geschichte der Philosophie 62 [1980], 1‐ 20.
- Balme, D. M. 1990. "Matter in the Definition: A Reply to G. E. R. Lloyd", en Devereux y Pellegrin (eds.) Biologie, Logique et Métaphysique chez Aristote Paris. pp. 49‐54.